# István Kozma (zápasník)
István Kozma (27. listopadu 1939 Budapešť – 9. dubna 1970 tamtéž) byl maďarský zápasník, reprezentant v zápase řecko-římském, dvojnásobný olympijský šampión, trojnásobný mistr světa a mistr Evropy.
Třikrát startoval na olympijských hrách. V roce 1960 na olympijských hrách v Římě vybojoval v těžké váze čtvrté místo. V roce 1964 na hrách v Tokiu v těžké váze a o čtyři roky později na hrách v Mexiku opět v této kategorii vybojoval zlatou medaili.
V letech 1962, 1966 a 1967 vybojoval titul mistra světa, v roce 1965 stříbro, 1961 bronz a 1963 páté místo.
V roce 1967 vybojoval zlato, v roce 1966 a 1968 stříbro na mistrovství Evropy.
V roce 1967 byl vyhlášen maďarským Sportovcem roku. Zemřel v dubnu 1970 při dopravní nehodě. V roce 2007 byl FILA uveden do mezinárodní zápasnické síně slávy.